# Guam
Guam (officielt: Territoriet Guam; chamorro: Guahan) er en ø i det vestlige Stillehav. Øen er et særligt amerikansk territorium, hvor kun dele af forfatningen gælder. Hovedstaden er Hagåtña, tidligere Agana (udtalt Agaña). Guams økonomi baserer sig hovedsagligt på turisme (90 procent af turisterne kommer fra Japan) samt på en amerikansk militærbase.
Øen er kendt som et vigtigt eksempel på, hvad en invasiv art kan forårsage: Snogen Boiga irregularis blev i slutningen af 2. verdenskrig sandsynligvis indført til Guam som "blind passager" på et amerikansk troppetransportskib. Snogen har kunnet formere sig på grund af manglen på naturlige fjender og har udryddet størstedelen af fuglene på den indtil da slangefrie ø. Guam er derfor nu blevet til et af de områder i verden, hvor der er flest slanger per kvadratkilometer (ca. 2000 slanger pr. km²).

## Guams historie
Guam blev først opdaget af nogle sørejsende, der udvandrede fra det sydøstlige Indonesien for nogle tusinde år siden.

### Urbefolkningen
De første bosættere var af austronesisk herkomst og bosatte sig på øen omkring år 2.000 f.Kr. De blev senere kendt som chamorroer. Da europæerne først kom til Guam, levede indbyggerne på traditionel vis med et stammehierarki, hvor høvdingene var samfundets lederfigurer. Den rigeste kaste, lokalt kendt som matua, var bosat i kystområder langs øen, hvor de havde god adgang til fiskeri, som var hovedindtægten for de oprindelige bosættere. Den laveste kaste, mana'chang, var bosat midt på øen og havde ringe kontakt med indbyggere af højere kaste end dem selv. Shamaner, kendt som makåhna, var oplært i medicin og praktiserede healing. Chamorroer tilbad også afdøde sjæle, kendt som Taotao mo'na. Flere tusinde år gamle stensøjler er fundet efter de første bosættere.

### Europæisk opdagelse
Den 6. marts 1521 kom Ferdinand Magellan forbi øen på sin verdensomsejling. Han og hans besætning blev hilst velkommen af chamorroerne. De havde måske aldrig før mødt europæere, men de drev handel med andre øers befolkning og gik ud fra, at disse europæere gjorde det samme. I små, hurtige både hilste de europæerne velkommen med mad og drikke. Ifølge chamorroernes historie forventede de at få varer i gengæld som for eksempel det jern, de så på Magellans skib. Europæerne derimod troede, at øbefolkningen var et venligt og gavmildt folk. Følgen heraf var at chamorroerne ikke fik gengæld og så stjal jern fra skibene, hvilket førte til, at Magellans folk angreb chamorroerne, dræbte mange og brændte deres huse ned. Derpå fortsatte han på sin rejse omkring jorden.

### Spansk koloni
Guam blev koloniseret af Spanien i 1668 og fungerede som en vigtig havn for manilagallionen og andre europæere, som sejlede over Stillehavet.
For at beskytte havneområderne blev der bygget flere spanske forter langs kysten, deriblandt Fort Nuestra Señora de la Soledad i Umatac, som ligger der den dag i dag. Den spanske jesuit Diego Luis de San Vitores etablerede den første romerskkatolske kirke den 15. juni 1668. Øen blev administreret af Spanien som en del af det større Spanske Østindien. Den spanske kolonimagt og lokale chamorroer var i krig med hinanden fra 23. juli 1670 til juli 1695. Denne krig samt to tyfoner i 1671 og 1693 førte til, at den lokale chamorro-befolkning gik fra mere end 50.000 til færre end 5.000 indbyggere.
Da præsten Santivores blev dræbt af den lokale høvding Mata'pang, iværksatte den spanske kaptajn Juan de Santiago et terrorregime med tortur og undertrykkelse af de få tilbageværende stammer. Dette eskalerede med kaptajn Damian de Esplana i 1674, som brændte byerne Chochogo, Pepura, Tumon, Sidia-Aty, Sagua, Nagan og Ninca ned. Da kaptajn Jose de Quiroga kom til øen i 1680, henrettede han samtlige høvdinge, herunder Mata'pang, Hirao og Aguarin. Chamorroerne blev tvangsforflyttede til bebyggelserne Jinapsan, Umatac, Pago, Agat og Inarajan, hvor de fik undervisning af den romerskkatolske kirke.

### Den spansk-amerikanske krig
Kort tid efter, at det spanske imperium kapitulerede den 11. august 1898, indgik Spanien Paris-aftalen med USA, og dermed kom Guam under amerikansk suverænitet. USA brugte Guam hovedsagelig som en station for amerikanske skibe, som sejlede til og fra Filippinerne, som ligeledes var et amerikansk territorium som følge af Paris-aftalen. USA's marine byggede baser på øen i perioden 1899-1901. Senere, som følge af den Filippinske-Amerikanske Krig, blev blandt andet Apolinario Mabini og Emilio Aguinaldo sendt i eksil til de amerikanske marinebaser på Guam.
En base for amerikanske marinefartøjer blev bygget her i perioden 1921-1930.

### 2. verdenskrig
Den 8. december 1941 blev Guam invaderet af Japan. Naboøerne Nordmarianerne havde længe været et japansk koloniområde, og japanerne brugte disse øer til at invadere og okkupere Guam. Japans okkupation varede i 31 måneder. I den periode blev det lokale chamorro-folk sat til tvangsarbejde og fængslet eller henrettet, hvis de ikke adlød japanske ordre. Der blev også oprettet koncentrationslejre for den lokale befolkning, og flere blev tortureret og tvunget til prostitution. Det japanske regime kostede mere end 10 % af Guams befolkning på 20.000 livet.
Slaget om Guam blev indledt 21. juli 1944, da amerikanerne tog øen tilbage fra japanske styrker. Mere end 18.000 japanske soldater blev dræbt, mens blot 485 overgav sig frivilligt. Kort tid efter tog USA også det nærliggende Nordmarianere fra japanske styrker.

### Union med USA
Den føderale lov Guam Organic Act blev godkendt af den amerikanske kongres i 1950. Ved denne lov blev Guam et såkaldt "uindlemmet amerikansk territorium", som øen fortsat er i dag. Indbyggerne fik amerikansk statsborgerskab, fik store summer fra de føderale myndigheder og sin første grundlov og lovgivende forsamling.
Guam fik sit flag 9. februar 1948.
I 2013 og 2014 fremsatte Nordkorea en række trusler om at udføre et atomangreb på Guam. Den daværende guvernør på Guam, Eddie Calvo, havde længe ønsket et amerikansk raketforsvarssystem på øen, hvilket blev godkendt af føderale myndigheder i 2013.
Amerikanske myndigheder har også valgt at sende flere bombefly af typen Rockwell B-1 Lancer til Guam, som følge af truslerne fra Nordkorea.
I 2017 blev der igen udstedt nordkoreanske trusler direkte mod Guam.

## Geografi
Guam har et samlet areal på 549 km2, som gør øen til den største i Mikronesien, den største af Marianerne og den 31. største ø under amerikansk suverænitet. Guam er den sydligste i øgruppen Marianerne. Det højeste punkt på øen er Mount Lamlam på 407 meter over havet. Guam oplever ofte jordskælv som et resultat af at ligge på den vestlige side af Stillehavspladen og nær den filippinske søplade. Øen opstod, da disse tektoniske plader kolliderede. I modsætning til på Nordmarianerne er der ingen vulkaner på Guam. Øen er omringet af koralrev. Kystlinjen er domineret af mangrove, bjerge og sandstrande. Mens klipper af kalksten kendetegner nordlige dele af øen, er der mere bjerglandskab på sydkysten. Relative lave dale er udbredte i centrale strøg.

### Administrativ inddeling
Guam er inddelt i 19 kommuner: Agana Heights, Agat, Asan‑Maina, Barrigada, Chalan‑Pago‑Ordot, Dededo, Hagåtña, Inarajan, Mangilao, Merizo, Mongmong‑Toto‑Maite, Piti, Santa Rita, Sinajana, Talofofo, Tamuning, Umatac, Yigo og Yona.

### Klima
Klimaet er tropisk og generelt varmt og fugtigt året rundt. Der er små temperaturvariationer, og temperaturen ligger på mellem 22 °C og 30 °C året rundt. Månederne januar og februar regnes som den koldeste tid af året; den koldeste temperatur nogensinde var 18 °C målt den 18. februar i 1973. Den årlige nedbør er på ca. 2.400 mm som gerne kommer i regntiden mellem juli og november. Guam ligger i tyfonbæltet og risikerer tyfoner hvert år mellem oktober måned og november. Efter supertyfonen Pamela i 1976 er de fleste træhuse blevet erstattet med huse af beton.
| Vejr for Guam                | Vejr for Guam | Vejr for Guam | Vejr for Guam | Vejr for Guam | Vejr for Guam | Vejr for Guam | Vejr for Guam | Vejr for Guam | Vejr for Guam | Vejr for Guam | Vejr for Guam | Vejr for Guam | Vejr for Guam |
|                              | Jan           | Feb           | Mar           | Apr           | Maj           | Jun           | Jul           | Aug           | Sep           | Okt           | Nov           | Dec           | År            |
| ---------------------------- | ------------- | ------------- | ------------- | ------------- | ------------- | ------------- | ------------- | ------------- | ------------- | ------------- | ------------- | ------------- | ------------- |
| Gennemsnitlig maks °C        | 29,4          | 29,4          | 29,9          | 30,7          | 31,1          | 31,1          | 30,6          | 30,3          | 30,4          | 30,4          | 30,3          | 29,8          | 30,3          |
| Gennemsnitlig °C             | 26,8          | 26,6          | 27,1          | 27,7          | 28,1          | 28,1          | 27,7          | 27,4          | 27,4          | 27,6          | 27,7          | 27,3          | 27,4          |
| Gennemsnitlig min °C         | 24,2          | 23,9          | 24,2          | 24,7          | 25,1          | 25,2          | 24,8          | 24,6          | 24,6          | 24,7          | 25,1          | 24,9          | 24,7          |
| Gennemsnitlig nedbør mm      | 126           | 115,1         | 70,4          | 90,9          | 109,2         | 180,1         | 308,4         | 435,6         | 359,9         | 299,7         | 232,9         | 151,9         | 2,48          |
| Kilde (2016): NOAA (normals) |               |               |               |               |               |               |               |               |               |               |               |               |               |

## Demografi
Guam havde en befolkning på 161.001 indbyggere i juli 2014. Dette er en fremgang siden år 2000, da øen havde 154.805 indbyggere.

### Etnicitet
Den største etniske gruppe er chamorroer med 37,3 % af indbyggerne. Andre etniske grupper er filippinere (25,5 %), hvide (10 %), mikronesiere (7 %) og koreanere (2,2 %). 85 % af indbyggerne identificerer sig som romerskkatolske.

### Sprog
Der er to officielle sprog på Guam, engelsk og chamorro.

## Kultur
Kulturen er påvirket af traditionel chamorro-tradition samt en kombination af tidligere spansk indflydelse og amerikansk kultur. Det lokale sprog, musik, dans og mad er påvirket af forhistorisk Stillehavs-kultur; især chamorro-folket har haft en stærk indflydelse på øens kultur. I den spanske kolonitid (1668-1898) konverterede størstedelen af befolkningen til katolicisme og den romerskkatolske kirke er endnu det største trossamfund på Guam. Sproget chamorro er et malayopolynesisk sprog med stor indflydelse fra både filippinske sprog og spansk. Befolkningen blev under spansk herredømme tvunget til at skifte efternavn fra katolske Catálogo alfabético de apellidos, og mange har endnu spanske efternavne.

## Politik
Guam er et repræsentativt demokrati, hvor guvernøren har den udøvende magt. Guvernøren vælges hvert fjerde år. Den lovgivende forsamling er et parlament med 15 folkevalgte senatorer. Disse vælges hvert andet år. Guam vælger også en repræsentant uden stemmeret til repræsentanternes hus i Washington, D.C. Det politiske landskab er domineret af det republikanske parti og delvis det demokratiske parti.
Matt Romney, søn af præsidentkandidat Mitt Romney, besøgte Guam under præsidentvalget i 2012.. Mitt Romney vandt efterfølgende samtlige ni delegater under primærvalget på Guam, blandt andet med støtte fra guvernør Eddie Calvo.

### Politisk status
Guam har status som et selvstyret, uindlemmet territorium, som tilhører USA.
Øen står på FNs liste over ikke-selvstyrende områder.
FNs specialkomité for afkolonisering overvåger implementeringen af Erklæringen om uafhængighed for kolonilande og -folk og følger den politiske udvikling på Guam. USA er som administrationsmagt forpligtet til at rapportere til afkoloniseringskomiteen. FNs generalsekretær Ban Ki-moon anerkendte i august 2013, at folket i de ikke-selvstyrede områder ikke nødvendigvis ønsker uafhængighed, men lagde vægt på, at de bør få et valg.
FN anser retten til selvstyre for folket i et område som Guam for at være opfyldt, hvis folket frit kan vælge mellem tre alternativer:
1. at blive en selvstændig stat,
2. at blive en associeret stat i tilknytning til en anden uafhængig stat, eller
3. at blive helt integreret i en anden uafhængig stat.[34]

En majoritet af indbyggerne ønsker et tættere bånd til USA. I 2008 åbnede guvernøren for at indgå i en union med Nordmarianerne, hvis dette ville føre til, at Marianerne blev en amerikansk delstat.

## Militærvæsen
USA's militær benytter ca. 29 % af Guams totalareal, som omfatter meget vigtige amerikanske fly- og flådebaser. Forsvaret er den vigtigste enkelte bidragsyder til økonomien. Nogen af baserne er U.S. Naval Base Guam i Sumay (marinen), U.S. Coast Guard Sector Guam i Sumay (kystvagten), Andersen Air Force Base i Yigo (flyvevåbenet), Apra Harbor på Orote-halvøen, Ordnance Annex i South Central Highlands (marinen), Naval Computer and Telecommunications Station i Barrigada and Finegayan (marinen), Joint Force Headquarters, Guam National Guard og Fort Juan Muna. Det amerikanske militær har vedtaget at bygge en ny hangar og base for flyvevåbenet på øen og dermed flytte de 18.000 amerikanske soldater fra Okinawa i Japan til Guam. Hvis disse planer går igennem, vil folketallet på øen vokse med 40.000, og mere end 40 % af Guams totalareal vil blive administreret af USAs militærvæsen.

## Økonomi
Største bidragyder til Guams økonomi er det amerikanske militær, mens turisme også en mindre, men også betydelig andel. Til trods for, at øen ikke betaler føderale skatter, modtager øen store summer fra de føderale myndigheder. Samtlige skatteindtægter går derfor til de lokale myndigheder på øen.
Med sin beliggenhed i det vestlige del af Stillehavet er Guam en populær turistdestination for japanske turister. De fleste af turisterne bor i Tumon på vestkysten af øen. Mere end 70 % af turisterne kommer fra Japan; der kommer også en del turister hertil fra USA, Sydkorea og Taiwan. Mens Forsvarsdepartementet er den største arbejdsgiver, er Continental Airlines den største private arbejdsgiver med 1.400 ansatte. Økonomien har været stabil og voksende siden år 2000, men gik noget tilbage under finanskrisen 2007-2010.

## Infrastruktur
Antonio B. Won Pat International Airport er øens største flyveplads og har daglig afgange til Japan og USA.

## Uddannelse
Der findes tre universiteter på øen, som alle ligger i byen Mangilao: University of Guam, Guam Community College og Pacific Islands University.